# Lars Olof Carlsson
Unge Lars Olof Carlsson (i riksdagen kallad Carlsson i Börjelsbyn), född 30 september 1838 i Nederkalix socken, död där 25 april 1922, var en svensk lantbrukare och politiker. 
Lars Olof Carlsson var lantbrukare i Börjelsbyn i Nederkalix socken, där han också hade kommunala uppdrag.
Han var riksdagsledamot i andra kammaren 1891–1893 för Kalix domsagas valkrets och tillhörde i riksdagen det tullvänliga Nya lantmannapartiet.